# Hedysarum chinense
Hedysarum chinense är en ärtväxtart som först beskrevs av Boris Fedtjenko, och fick sitt nu gällande namn av Hand.-mazz. Hedysarum chinense ingår i släktet buskväpplingar, och familjen ärtväxter. Inga underarter finns listade i Catalogue of Life.